# Stallauer Eck
Das Stallauer Eck  ist ein 1213 m ü. NHN hoher Berg in den Bayerischen Voralpen. Der Berg ist als einfache Bergwanderung von Bad Heilbrunn zu erreichen. Der Gipfel liegt rund zwei Kilometer südöstlich von Bad Heilbrunn.